# Мавзолей Кусама ибн Аббаса
Мавзолей Кусама ибн Аббаса (Мазар Кусама ибн Аббаса) — архитектурный памятник, мавзолей (мазар) в самаркандском некрополе Шахи Зинда (Узбекистан), построенный в эпоху Караханидов, Чагатаидов и Тимуридов в XI—XV веках.
Этот мазар — один из самых сложных, многослойных и запутанных архитектурных комплексов Средней Азии, исследователи считают, что в его истории и устройстве есть еще много нерешённых проблем. Мавзолей Кусама, построенный как отдельно стоящее купольное здание с портальным южным фасадом, после пристройки зиоратханы образовал вместе с ней группу функционально и художественно взаимосвязанных помещений, в которой уже видны почти все (кроме общей продольной оси) признаки будущих двухкамерных мавзолеев.

## История
Сложный строительный комплекс, в который входит мавзолей, много раз перестраивался, и его история все ещё не ясна, — даже размеры мавзолея у двух авторов одной книги различны: 3,67x3,36 метров и 3,6x3,75 метров. Все исследователи согласны, что мавзолей над мнимой могилой Кусама был построен в XI веке, но возраст соседних помещений — зияратханы и подземной чилляханы — дискуссионен: одни считают их синхронными мавзолею, другие датируют их концом XI—XII веками или XIV веком.

## Архитектура
От первоначального, отдельно стоявшего мавзолея Кусама ибн Аббаса сохранились следы портального входа на южной стороне — осевой входной проём и предшествующая ему более широкая (2 метров), но неглубокая арочная ниша. Западная стена помещения оформлена осевой арочной нишей в прямоугольном заглубленном обрамлении — такая же ниша, давно заложенная, было на противоположной восточной стене. Северная стена, пробитая двумя проемами и из задней ставшая передней, свой изначальный вид потеряла. Здание возведено из кирпича 29x16x4 сантиметров, характерного для построек Самарканда XI—XII веков. В основании его стен проложен деревянный брус-обвязка сечением 40 сантиметров; он был найден под восточной стеной (с небольшим продолжением на север), но, видимо, обходит стены по периметру. Это — самый ранний пример строительного защитного приема, известного по крупным постройкам XI—XIV веков и более поздним, смысл которого — воспрепятствовать проникновению в кладку почвенных солей и влаги; его антисейсмическое значение сомнительно.
Заметное отклонение плана мавзолея от точно квадратной формы было исправлено рядом кирпичных консолей (позже превращенных в сталактиты) вверху одной из стен; на образованный таким способом квадрат опирается невысокий октагон с тромпами древнего перспективно-ступенчатого типа, о два уступа, и с П-образным рельефным контуром граней. Сфероконический купол мавзолея многократно перекладывался. Судя по тому, как тщательно сложена арка западной ниши — клинчатой кладкой с уложенным поверху рядом кирпичей плашмя — стены помещения не были оштукатурены, и сама их кирпичная фактура выполняла роль декоративно-конструктивного убранства.
Зиоратхана, встроенная несколько позже между мавзолеем и мечетью, подверглась в XIV веке радикальному переоформлению в новом вкусе. От декора XI—XII веков здесь, как будто, осталась только венчающая четверик полка высотой 25 сантиметров, сложенная из спаренных кирпичей с резными вертикальными вставками- «бантиками». Домонгольский облик сохранился, видимо, у западной торцевой стены чилляханы (называемой также подземной мечетью), балочный потолок которой в XIV веке был заменён сводом. Здесь уцелел михраб в виде ниши в прямоугольном, слегка заглубленном обрамлении, в окружении двух симметрично расположенных окошек, резко сужающихся в наружную сторону.
От большинства мавзолеев Шахи Зинды, построенных в XI—XII веков, не осталось ничего, кроме кирпичного боя и кусков орнаментальных терракотовых облицовок. Только две постройки этого времени, раскопанные археологами, сохранили до некоторой степени свою плановую структуру.